# Aiguille de Bionnassay
A Aiguille de Bionnassay é um cume do Maciço do Monte Branco, na fronteira França-Itália, atingindo 4052 m de altitude mas apenas 164 m de proeminência topográfica.
Com esta altitude, faz parte dos cumes dos Alpes com mais de 4000 m, e é citada no n.º 49 das 100 mais belas corridas de montanha.
Este acidente geográfico faz parte da divisória de águas entre o Mar Adriático e o Mar Mediterrâneo.

## Linha de fronteira
A montanha encontra-se a oeste da linha de fronteira França-Itália, a cerca de 4 km do Monte Branco. Tem a oeste a Dôme du Goûter, com 4304 m, e o Piton des Italiens, com 4002 m, e está ligada a estes cumes pelo colo de Bionnassay a 3888 m. A aresta sul, onde se encontra o Refúgio Durier, liga o Dôme de Miage, por esse colo a 3367 m de altitude.
Inteiramente coberta de neve, a face norte é obviamente gelada, e aí nasce o glaciar de Bionnassay que na face sul, virada para a Itália. vai juntar-se com o glaciar de Miage para terminar no vale Veny. A sudeste, o glaciar du Dôme vai reunir-se com o glaciar de Miage. 

## Ascensões
A primeira escalada teve lugar em 28 de julho de 1865 e foi feita pelos ingleses Buxton, Grove e McDonald, guiados por Jean-Pierre Cachat e Michel Payot. Feita pela vertente noroeste, de nível AD e uma inclinação máxima de 55%, é uma clássica a partir do Refúgio de Tête Rousse.
A via normal atual, pela aresta sul, foi feita a 13 e 14 de julho de 1888 por G. Gruber com Kaspar Maurer e Andreas Jaun. Igualmente muito frequentada, pode ser precedida pela travessia da Cúpula de Miage, pernoitando na Refúgio Durier, e seguida na direção do Monte Branco pelo Piton des Italiens 
e o Dôme du Goûter, e depois  o Monte Maudit e o Monte Blanc du Tacul, para chegar à Aiguille du Midi, e fazer-se assim a chamada via dos Três Montes Brancos.
Pelo lado da Itália, pode ser atacada a partir do Refúgio Gonella, pela aresta nordeste, do tipo (PD).

## Imagens

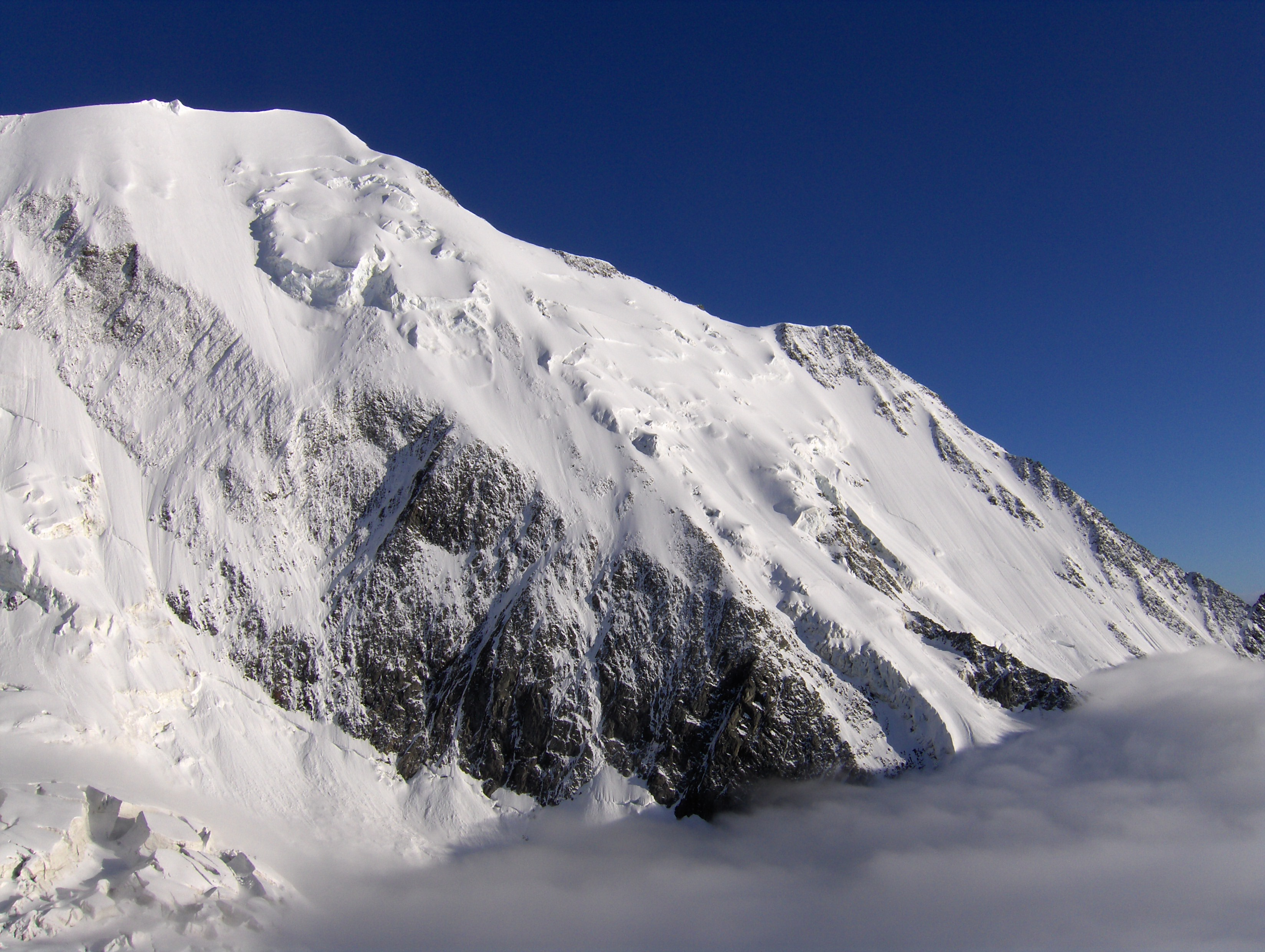
Bionnassay visto do refúgio de Tête Rousse
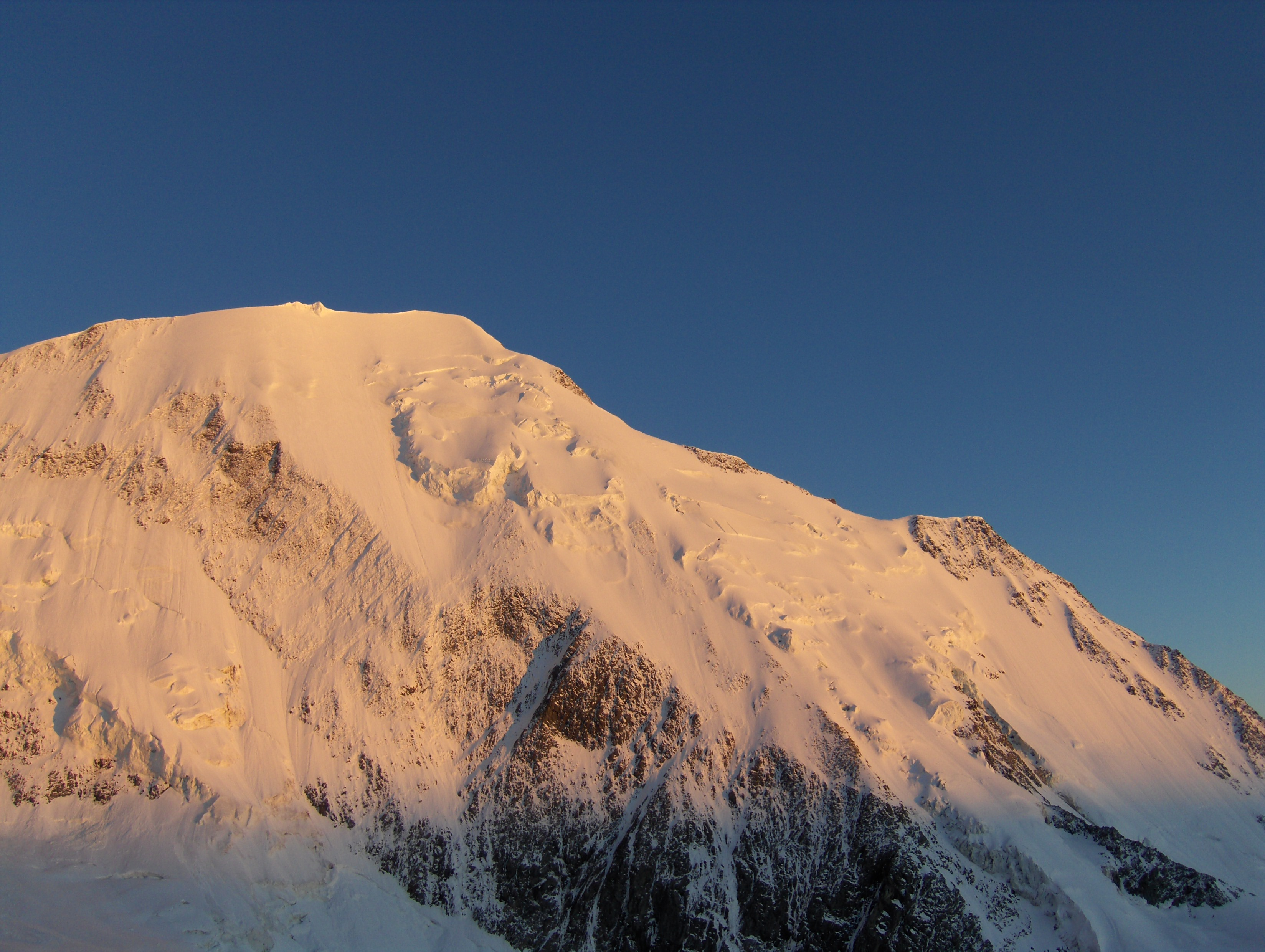
Idem; pôr-do-sol.
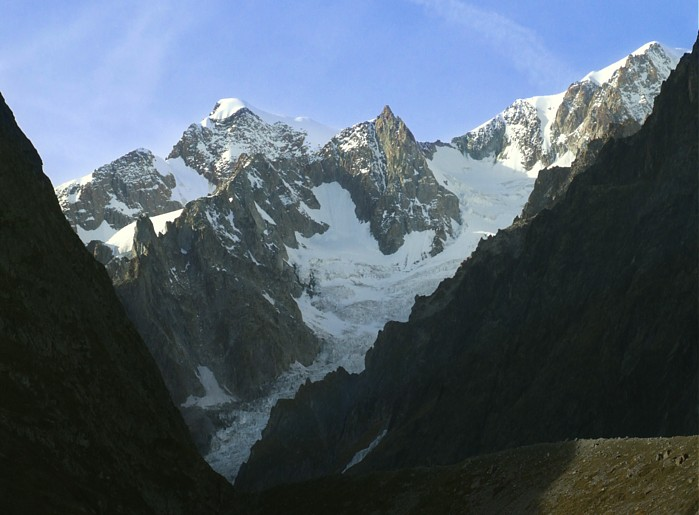
Vertente italiana da Bionnassay.
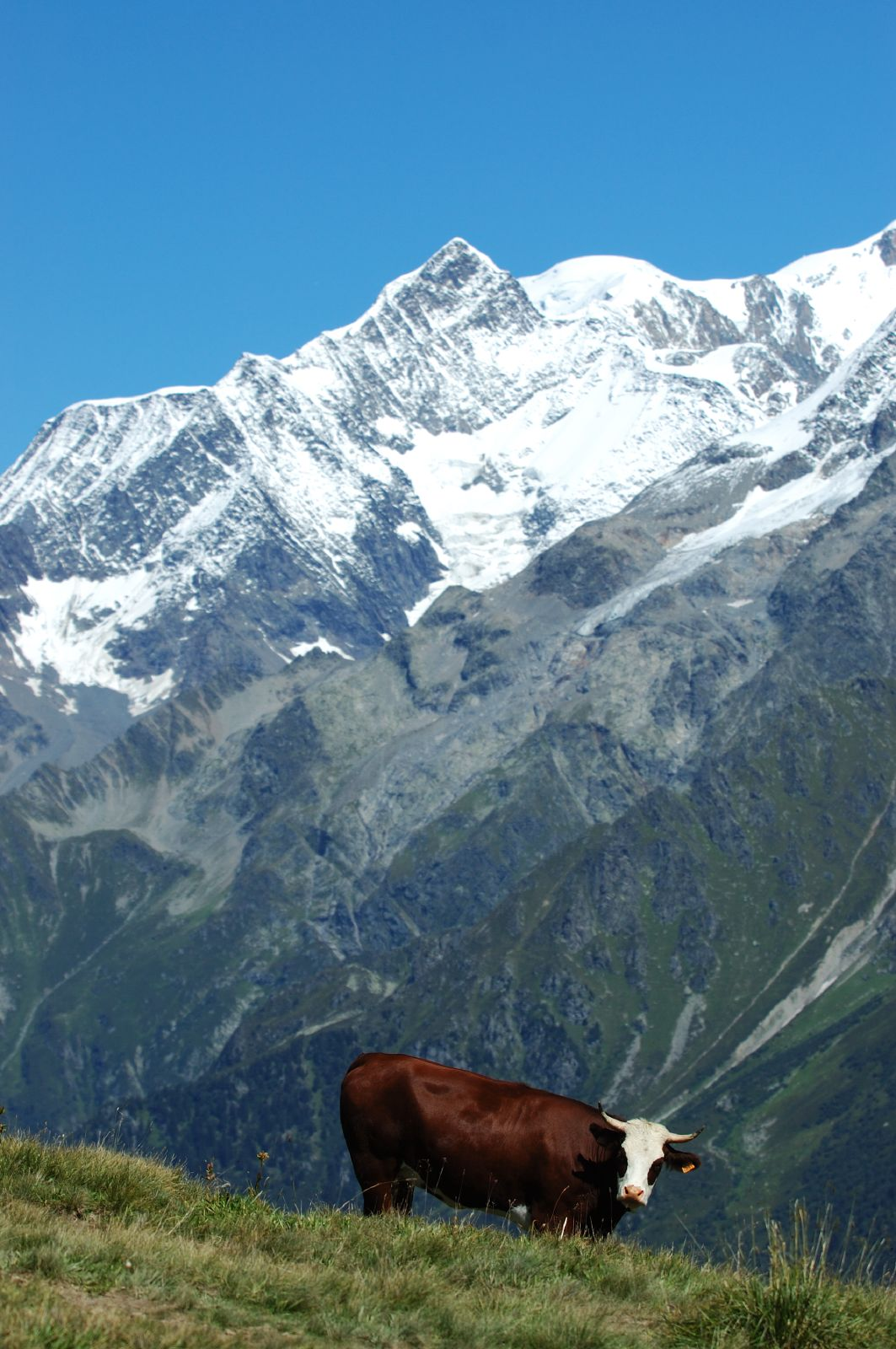
Bionnassay vista das pisas de esqui de Les Contamines-Montjoie.
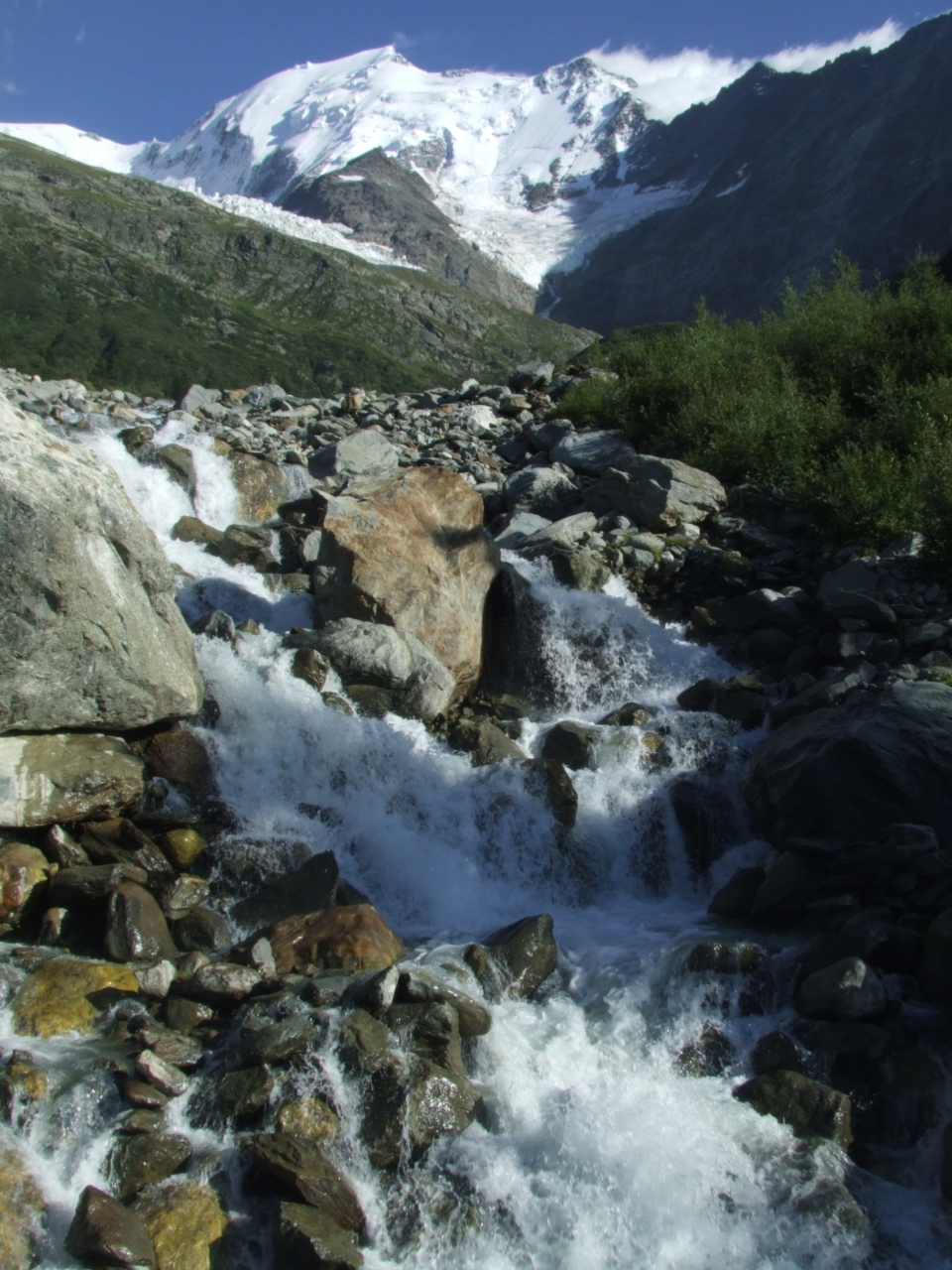
Agulha e torrente de Bionnassay.
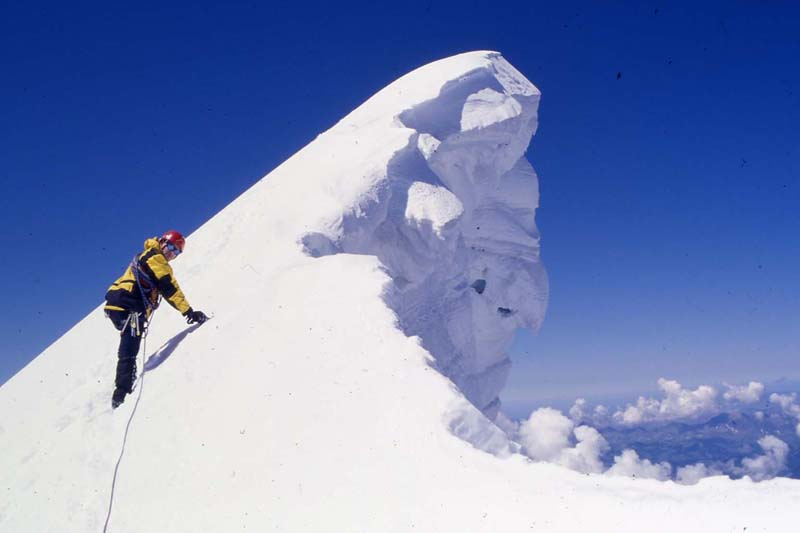
Cornija de neve na Agulha de Bionnassay.